# Пономарёв, Пётр (дзюдоист)
Пётр Пономарёв (род. 28 января 1956) — советский дзюдоист, чемпион и призёр чемпионатов СССР, призёр чемпионата мира, Заслуженный мастер спорта СССР. Выступал в полулёгкой (до 65 кг) и лёгкой (до 71 кг) весовых категориях. Представлял спортивный клуб «Динамо» (Каунас). Чемпион (1978 и 1981 годы), серебряный (1983) и бронзовый (1979) призёр чемпионатов СССР. Победитель и призёр международных турниров. Бронзовый призёр чемпионата мира 1981 года в Маастрихте.

## Выступления на чемпионатах СССР
- Чемпионат СССР по дзюдо 1978 года —  (до 65 кг);
- Чемпионат СССР по дзюдо 1979 года —  (до 65 кг);
- Чемпионат СССР по дзюдо 1981 года —  (до 65 кг);
- Чемпионат СССР по дзюдо 1983 года —  (до 71 кг);